# چاه جنگل‌بانی شماره ۱
چاه جنگل‌بانی شماره ۱ یک منطقهٔ مسکونی در ایران است که در دهستان گلستان (سیرجان) واقع شده‌است.